# 炎上 (ネット用語)
炎上（えんじょう）とは、 ウェブ上の特定の対象に対する批判が殺到し、収まりがつかなさそうな状態。インターネット上のコメント欄やSNS投稿などにおいて、稚拙な批判や誹謗中傷などを含む投稿集中ケース、メディアらのミスリード報道による非実在ケースも見られる。炎上による損害としては、心理的または経済的なものがある。

## 概説
ブログやSNS内の日記は、非公開やコメント禁止といった設定を別途しない限り、誰でもコメント欄にメッセージを残すことができる（ただし、スクリーンショットの撮影は禁止できないため、当該の投稿はスクリーンショットに残ることになる）。
ブログ執筆者の言動に反応し、多数の閲覧者がコメントを集中的に寄せる状態を「炎上」と表現する。このとき、コメントにはサイト管理者側の立場に対する賛否の両方が含まれていたとしても、「否定的な意見」の方をより多く包含するものを炎上とし、応援などの「肯定的な投稿」だけが殺到するものは普通は炎上とは呼ばず、対義語と言えるバズるが用いられることが多い。憲法学者キャス・サンスティーンは、個人がインターネット上で自分自身の欲望の赴くままに振る舞った結果、極端な行動や主張に行き着いてしまうという現象をサイバーカスケードと呼んでおり、炎上もこの現れの一種といえる。
国内外に関係なく、炎上と同様の事象が発生している。英語圏ではFlareと呼ばれ、炎が燃える様子を表す用語が用いられるなど、日本と共通している。弁護士の小倉秀夫は、掲示板上で投稿が殺到することをフレーミング・炎上、ブログ上でコメントが殺到することをコメントスクラムと2つに分類している。外部サイトである掲示板のコメントとブログのコメント欄のコメントを比較すると、前者は批判の対象となっている者が比較的無視しやすいのに対し、後者では私的領域にまで踏み込まれている印象を受けるため、無視するのが心理的に難しいという違いがある。

## 日本における炎上発生件数
2019年から2024年までの推移
一般社団法人デジタル・クライシス総合研究所では、企業、団体、個⼈等の発⾔内容、⾏為の概要がソーシャルメディアを中⼼とするメディア上で掲載‧拡散された後、当該事案について批判・非難する投稿が100件以上に達した場合を「炎上」とカウントしている。同研究所は、炎上や情報漏洩などデジタル上の危機や重大トラブルに関する日本初の研究機関である。
同研究所が、2019年の統計分から毎年公表している「デジタル・クライシス白書」によると、日本国内における炎上件数は、2019年1228件、2020年1415件、2021年1766件、2022年1570件、2023年1583件、2024年1225件と推移している。ひと⽉あたりの平均件数は、2019年102.3件、2020年117.9件、2021年147.2件、2022年130.8件、2023年131.9件、2024年102.1件だった。
2024年に炎上件数が最も多く確認された月は4⽉の141件で、3⽉の137件が続いた。最も少なかったのは9⽉の73件で、次いで7、11⽉の各75件だった。2024年上半期の炎上件数は691件、下半期は534件で、炎上件数は下半期にかけて減少した。
問題行動の主体
2024年の炎上割合は「著名⼈」37.2％、「⼀般⼈」28.4%、「メディア以外の法⼈」25.5％、「メディア」8.9％だった。2023年は「著名⼈」32.5％、「⼀般⼈」33.3％、「メディア以外の法⼈」25.5％、「メディア」8.7％で、2024年は「著名⼈」「メディア」が問題行動の主体となった炎上割合が増加した。
問題行動の内容
問題⾏動の内容で最も多かったのは、2023年、2024年のいずれも「特定の層を不快にさせる発⾔‧ ⾏為」で、2024年は全体の83.7％を占めた。その他の内容としては「サービス‧商品不備」が7.9％、「規範に反した⾏為」が7.4％、「情報漏洩」が1.0％だった。
炎上が多くみられた業界
2024年の法⼈等に該当する炎上事案421件の最多を占めた業界は、「メディア業界」の106件。2位は「娯楽‧レジャー業界」の89件だった。炎上事案は「飲⾷業界」や「⼩売‧卸業界」等、⼀般消費者との距離が比較的近いBtoC（消費者直接取引）の業界でより多く発⽣する傾向がみられる。
炎上の企業規模
公共団体や政党、企業概要や従業員数等の情報が公開されていない団体、国外に所在する企業等を除く法⼈等の団体の炎上事案は287件だった。従業員数別の分布をみると、最も多いのは従業員数が1000⼈以上の大企業で、158件（55.1％）を占めた。上場企業の炎上割合は25.2%だが、上場企業の割合は日本企業全体のわずか0.1%程度に過ぎない。そのため、炎上事案は上場企業の方が発⽣しやすい可能性があることを⽰唆している。
炎上の露出源
炎上の露出源として最も多かったのは、2023年、2024年ともに「SNS」で、2024年は83％を占めた。「テレビ」は5％から1％に減少し、自ら取材‧執筆したニュースや記事等を発信する「1次メディア」の割合も11％から2%に減少した。サイト別にみると、「X」が65％から80％に増加し、「YouTube」は6％から5％に減少した。

## 非実在型炎上
否定的意見のが比率が少ないため、実際には「炎上」していないのに、メディアなどアクセス数を増やしたいアテンション・エコノミーで稼いでいる人々によって、「批判意見のが多く寄せられてる状態(炎上)」かように報道されるケースを非実在型炎上という。国際大学グローコム客員研究員の小木曽健によると、非実在型炎上は声の大きい少数派(ノイジーマイノリティ)の主張をメディアが主流意見(マジョリティ)であるかのように報じることで、「炎上があった」との印象を広められることで起こる。非実在型炎上を起こすノイジーマイノリティについて、政治やジェンダーなどについて自分なりの意見を既に持っている人であり、この層は「異なる意見を持つ人」「気に入らない表現」に対する誹謗中傷攻撃する傾向があることが指摘されている。小木曽によると、非実在型炎上を起こす者にはアテンション・エコノミー目的の連中以外にも炎上対策コンサルタントなど「こういう理由で炎上した」とレッテルを貼り、「もし炎上したくないのなら……」と自分のビジネスに利益誘導するマッチポンプ連中もいる。
「少数ながらも批判の声がある」と報じるのならば報道の自由の範囲であるものの、批判派と擁護派の比率が真逆であるかのようなミスリードを招く記事投稿ケースでは報道側に責任がある。非実在形炎上の被害者側の対処法として、少数者意見である放火側を無視または法的措置を取ることで対処出来る。非実在型炎上に対する最悪の対処は安易に取り下げたり、謝罪してしまうことである。非実在型炎上の実例として、2020年にマルちゃん正麺の広告で掲載された『親子正麺』のPR漫画ケース、2025年の東洋水産が販売するカップ麺「マルちゃん 赤いきつね」のアニメCMのケースなどがある。

## 認知と状況
インターネット普及期の1980年代に、社会心理学では対面場面とコンピュータを介したコミュニケーション場面の差異に着目したCMC（computer-mediated communication）研究が始まった。炎上現象はCMC研究の初期の段階で観察されている。実名主義のSNS以前のコンピュータを介したコミュニケーションをもっとも特徴づけていたものは利用者の匿名性であり、CMC研究では匿名性が集団に及ぼす影響についてさまざまな側面で研究が行われた。
「炎上」は、野球において「打者から猛攻され、投手が大量に失点した状態」のことを「炎上」と表現することが、インターネット掲示板「2ちゃんねる」の野球板で2001年に用いられたことが、インターネット上で用いられた現存最古の記録として残っている。
日本では、炎上はブログが一般に認知され始めた2004年ごろから発生するようになった。自身もブログ炎上経験を持つウェブコンサルタントの伊地知晋一は「最初に世間の耳目を集めたのは、2004年10月18日、「弁護士紀藤正樹のLINC TOPNEWS-BLOG版」と言うブログが「楽天　三木谷浩史の嘘」と言う記事を掲載したのをきっかけに発生した炎上騒ぎ」としている。2005年1月ごろに『朝日新聞』記者がブログで「イラク日本人人質事件」について人質事件直前に起きていた「スマトラ沖地震」を引き合いに出し、「津波の被災者とイラクの被害者は、本質的に違わない」と述べた意見が炎上した際、それに言及した山本一郎のブログで「炎上」という語が使用されており、小倉秀夫がコメントスクラムと呼んでいたものが炎上と呼ばれるようになっていった。一般人の投稿による初の炎上と見られる事案は、2005年8月にコミックマーケット会場付近に出店していた飲食店の従業員がイベントの来場者を誹謗中傷したものとされる。2009年には芸能人のブログのコメント欄に中傷や脅迫の書き込みを行ったものが名誉棄損や脅迫の容疑で書類送検される事件が報道で大きく取り上げられ、社会問題として認識されるようになった。
上述の伊地知晋一によれば、炎上の発生件数は調査方法が確立されていないため、正確には不明であるとしながらも、おおよそ年間60 - 70件程度と述べている。また、炎上の発生から終息までの期間は、2週間から6か月程度であるという。ネット上では炎上中のブログを探して楽しむ「炎上ウォッチャー」と呼ばれる人がおり、炎上中のブログをまとめたウェブサイトも存在する。外部リンクも参照。
なお、企業や個人などが発言した内容や行為に対する投稿がソーシャルメディアを中心とするメディア上で100件以上存在する場合を炎上と定義した場合、2022年時点での炎上発生件数は1,570件とされている。
Twitter上でも失言、なりすましなどに起因する炎上騒ぎが発生している。ただ、Twitter上で特定個人への批判が殺到するような事例は、ブログや掲示板が舞台となる場合と比べると、炎上が起こっているということが閲覧者にとって直感的に把握できない造りになっている。Twitterの仕様上、当事者がつぶやく（記事投稿する）ごとに投稿が順次積み重ねられることで、過去の投稿を見つけにくいことが理由とされる。個別に参照するにしても検索機能を逐一利用する必要が生じるため、見方を変えれば炎上を抑制する方向に設計されたアーキテクチャであるともいえる。
炎上を「現代版の災難」ととらえ、炎上の原因となった画像や発信などの情報を供養する住職もいる。

## 特徴
炎上のほとんどは、リンクされた引用元の記事をきちんと読まずに「歪曲されたタイトルだけ読んでコメント」という脊髄反射的かつ感情的な投稿の連鎖によって起き、全国の普通の人も参加して延焼する構図になっている。そのため、アメリカの調査でもTwitter、Facebookなどソーシャル・ネットワーキング・サービス（SNS）利用者がタイトルだけを見て、リツイートなど拡散・コメント投稿をする者が約60%を超えており、総務省は国民の情報リテラシーの向上を訴えている。
日本でも『虚構新聞』のジョーク記事などをタイトルを見ただけで事実と信じて拡散したり、SNSなどインターネット上で、リンク先の元記事を読まずに情報源（ソース）の内容・正確性を確認しなかったりする人が多いことが問題になっている。さらに、記事の中身には違うことを誤解・ミスリードを助長する炎上タイトルで、記事で受け答えしていた発言者の発言内容が歪曲されたことで炎上が起きることもある。このため、アクセス数稼ぎなどの理由で釣りや煽りを狙ったタイトルをつけるマスメディアに対しても批判の声がある。
田代光輝は炎上を「サイト管理者の想定を大幅に超え、非難・批判・誹謗・中傷などのコメントやトラックバックが殺到することである（サイト管理者や利用者が企図したものは「釣り」と呼ばれる）」と定義している。

## 炎上の経過
炎上の発生から激化までの過程には、藤代裕之は、巨大な電子掲示板サイトやニュースサイトなどが一役買っていることが多いとして、これらをミドルメディアと名付けた。
前者の電子掲示板では、ブログやSNSなどに書き込みが集まる中で大型掲示板に記事を投稿し、さらに多くの人の書き込みがそのブログやSNSなどに集中する。後者のニュースサイトでは、ブログやSNSなどで起こった小規模な炎上が、ネット上のさまざまな出来事を紹介する中規模なニュースサイトに掲載されて炎上が加速し、さらに大手メディアで紹介されることにより炎上の被害が拡大していく。たとえば、J-CASTニュースは、ネット上の炎上事件を積極的に取り上げることから「炎上メディア」と呼ばれることがある。この他、探偵ファイル、ガジェット通信、Narinari.com、トレビアンニュースといったニュースサイトや各種まとめサイトなどで、炎上の話題が取り上げられる。
この両者が複合してきわめて大きな炎上に至る場合や、発火点がブログなどの書き込みではなく、現実世界での何らかの出来事から、大型掲示板やニュースサイトでの報道を経由する場合もある。
伊地知晋一によれば、炎上が激化すると、抗議はブログ・SNSのコメント欄や掲示板への書き込みに留まらず、多様な方法が見られるとしている。電子メール、電話（いわゆる電凸）、発展すると関係者への抗議やデモ活動といった事態に至ることもあるとする。その途中、有志がまとめサイトと呼ばれるWiki形式のサイトを立ち上げることが、しばしばある（ウィキペディアの項目ではないが、体裁が似ている）。そこでは、炎上に至った事件とその後の経過が整理されて解説されているほか、電話やメールなどで抗議する際のテンプレートまで用意されている。まとめサイトが設置されるようになると、炎上はかなり深刻な事態に達しているといえる。企業ではなく一般の個人を対象とした炎上であっても、それまでのブログやSNSの日記におけるさまざまな写真や日常生活の記述を総合し、住所や勤務先を集合知的に特定することがある（いわゆる個人情報の「特定」）。企業の場合、取引先にまで抗議が及んで営業に支障をきたす場合もある。また、触法行為を自慢するネット上の書き込みによって炎上を誘発してしまった従業員が、それを理由に会社から解雇されるような事例もある。
田代光輝は、オールポートとポストマンによる噂の公式のR=i×aを応用し、炎上の広がりを「炎上の広がり∝関心の高さ×状況の曖昧さ」であるとしている。たとえば、政治・宗教・スポーツは関心も高く曖昧であるため、炎上しやすいテーマだ。特に政策による原発問題、外交（歴史認識や領土問題）などは曖昧な状況が続くために炎上しやすく、炎上が継続しやすいともされる。また、特に「食の衛生」は日本で「関心」が高いテーマだ。1つのテーマで炎上が起こるとそのテーマに対して「関心」が高くなるため、類似の事例で炎上トラブルが連鎖する現象が起こるともしている。ブログ炎上の最終的な結果としては、元の状態に戻る場合、コメント欄が廃止されて双方向性は失われ、一方的な情報発信となるがブログ自体は継続する場合、そしてブログ自体が閉鎖してしまう場合の、大きく3つがありうる。
一方で、ネットの誹謗中傷などは民事訴訟や刑事罰の対象にもなる（詳細は名誉毀損、侮辱罪、脅迫罪、信用毀損罪・業務妨害罪を参照）。このため個人攻撃にあたる内容や不確かな情報は拡散しないよう一般のネットユーザーにも注意が求められる。2017年、東名高速道路で起きた煽り運転の事件をめぐり、加害者と同一苗字であり、かつ同一県に在住していた男性が「『容疑者の父親』だ」などの嘘情報がネット上に流れた問題で、警察が名誉毀損容疑で捜査に着手し、翌年3月に拡散に関与したとみられる11人を特定。被害を受けた男性はこの11人を刑事告訴した。

## 予防法
炎上を発生させないためのもっとも確実な方法は、ブログはコメント欄、企業のウェブサイトであれば問い合わせフォーム・掲示板といった「炎上が発生しうるような場」を、初めから設定しないことである。コメント欄などを設置する場合でも、投稿者を一定の条件で認証する制度を導入（メールアドレスへの紐付けなど）したり、炎上につながるような無礼・不謹慎な発言、犯罪行為の告白、尊大な言動、価値観の押しつけや否定、意見が対立しやすいトピックへの言及などの発言をしないように注意することで、ある程度は炎上を予防することができる。

## 収束方法
炎上が発生してしまった場合は、まずはじめに実際に自分に非があったと認めるかどうかを判断するべきだと、炎上に関する書籍などでは指摘されている。
非を認める場合、早急に被害者と世間に対し誠意のある謝罪コメントを発表することがよいとされる。このとき、謝罪文に言い訳や抗議など謝罪以外の要素を含めるとかえって反発を招く可能性があるため、そういったことは書かない方がよい。脅迫・中傷への対応が必要であれば警察へ通報したり、弁護士に相談したりするなどの対処を淡々と行う。
非を認めない場合、断固として批判に対して反論を続けるか（できれば証拠を提示できることが望ましい）、徹底的に無視することとなる。個人のブログであれば炎上後も高い頻度でブログを更新することによって、過去のログまで丹念に調べるような閲覧者を除けば、火種となった記事が閲覧されにくくなるため、そのまま終息する場合もある。サイトやブログを閉鎖してしまうという対処法もあるが、炎上発生直後の閉鎖はかえって事を大きくしてしまう危険性がある。またネット上での抗議先がなくなったことにより、関係者の居住地や職場など現地訪問を試みる動きが加速する可能性もある。特にブログなどで炎上の火種となった記事だけを削除するなどの対処は、隠蔽行為と解釈されて批判の激化を招きかねず、Googleのキャッシュやウェブ魚拓などから削除したサイトの中身が閲覧できるようにされることがあるとされる。
伊地知晋一による分類に沿って考える場合、批判集中型については率直に謝罪するか持論を継続し、議論過熱型は静観し、荒らし型は黙々と削除して対処するのが望ましいとされる。
山本一郎は、炎上したときの具体的な対策について、速やかな消火のためには「かなり早い段階で謝罪する」ことが肝要だと述べている。お詫びの仕方も「お騒がせしてすみません」と、世間を騒がせたこと、関係者に迷惑をかけたことについて全方位に低姿勢で謝罪する方がよい。嘘をついたり、事実はそうでも部下や関係者がやったと釈明したりするのは最悪の一手であり、監修したのは自身であることを認めるべきである。一方で、初手の有力な方法として「徹底的に無視する」ことも採用し得る。この場合は、その件にいっさい触れない心構えが必要で、炎上の規模の見極めが重要だ。騒ぎが大きくなり過ぎると、謝罪が遅れることで取り返しのつかない話になりやすい。問題が起きて釈明がなければ、関係者の界隈はその誠実さを疑う。鎮火を促す最後の方法は、ネットで騒ぐ連中を次々と訴えること。行き過ぎた、間違った情報を元に話題を炊きつけている人物を特定し、黙々と徹底的に、すべて訴える方法を提案している。
中川淳一郎は、「身内の擁護はかえって炎上を劇化させる」と指摘し、周囲の人間は当事者のことを想うのであれば、ほどぼりが冷めるまで静観するべきだとしている。ネットの作法がわからないまま、身内同士で炎上する本人を擁護し、ネットの意見を「素人は黙ってな」的に上から目線でバカにすることは、ネットでさらに嫌われ、攻撃の対象になってしまう。自分に否があるなら、すぐに謝るという判断が下せるか。逆に相手に間違いがあるなら、訴訟も辞さない強さを持てるか。それができないなら、黙っていた方がいいと諭し、「インターネットを甘く見るな」ということに尽きると強調した。
炎上に際して「何もしない」ことは有効な対策になり得る。ネット炎上が株式市場に与える影響に関する調査では、2009年から2018年までの日本の上場企業を対象に、154件のネット炎上事例について、対象企業の株価反応が分析された。分析の結果、ネット炎上によって株価が大きく下落し、短期的にその効果が消滅するかどうかは、ネット炎上を起こした企業の対応によって異なることがわかった。154件の炎上のうち、80件は企業が何も対応をしなかった。残りは、謝罪をする、コメントを削除する、反論する、などの対応を行った。対応をした企業の方が、何もしなかった企業と比べて、大きく株価が下落した。

## 分類

### 田代光輝による分類
コンピュータ利用教育学会（CIEC、シーク）にて田代光輝は、炎上の発生する原因に注目し、以下のような5種類に分類している。
反社会的な行為の告白
窃盗・器物損壊などの犯罪や、20歳未満だったころの飲酒・喫煙といった触法行為を武勇伝的に報告してしまったために炎上するというもの。一度注目されるとブログの過去ログなどをチェックし、さらに粗探しに至る。
知識不足・間違い
著名人・知識人が専門外の話題に言及するなどして知識不足や間違いを露呈してしまった場合に、その権威を挫くために、ここぞとばかりに批判が殺到するというもの。
特定ターゲットへの悪口・軽蔑
国籍・人種・宗教・学歴（特に中卒者）・職業といった特定の対象（社会的弱者）を中傷・否定的な言及をしたために反感を買って炎上するというもの。
提灯記事
企業が著名なブロガーに金銭的報酬を与える代わりにその企業の製品をブログで取り上げてもらうといった行為が行われる際に、それが金銭のやりとりを伴ったものであるということをブログ上できちんと公表していなかった場合（いわゆるステルスマーケティング）、ブログの読者から裏切り・騙しとみなされて非難されやすい。
利益誘導
自分や自分が所属する組織に対する肯定的な言及を自身の身分を隠して行ったことにより、自作自演として非難の対象となるというもの。

### 小林直樹による分類
『日経デジタルマーケティング』記者の小林直樹は、炎上のパターンを以下の6つに分類している。
やらせ、捏造、自作自演
CIECでの分類にもあるように、企業側が自らにとって好都合な内容の情報を他者を騙って発信していることが暴露された場合など。
なりすまし
別人がソーシャルメディアのなりすましアカウントを取得し、本人の知らないところでトラブルを引き起こして炎上にいたる場合。
悪ノリ
たとえば飲食店の従業員がふざけて食品を不衛生に扱う動画を動画共有サービスに投稿することによって企業に批判が集中するというように、悪ノリがきっかけとなって炎上に至る場合。
不良品、疑惑、不透明な対応
企業が提供するサービス・商品の品質に問題があったり、それを疑われたり、そのときの釈明に問題があったりしたために批判が集中する場合。
コミュニティー慣習・規則の軽視
企業がTwitterなどのソーシャルメディアを利用したマーケティングを行う際に、担当者がそのコミュニティの暗黙の規範などに疎かったために反感を買ってしまうようなケース。
放言、暴言、逆ギレ
アルバイトから幹部まで、その企業に属する誰かがソーシャルメディア上で迂闊な発言をしたことがきっかけとなる場合。ネット上での投稿だけでなく、現実世界での失言がきっかけとなって炎上に至ることもある。

### その他の分類
伊地知晋一は、炎上を反社会的な行為の自慢や、非常識・幼稚な主張を行ったりして批判が殺到する「批判集中型」のほか、「議論過熱型」「荒らし」の3種類に分類し、実際にはそれらが複合的に組み合わされて炎上が起こるとしている。
ライターの中川淳一郎は、炎上を「義憤型」「いじめ型&失望型」「便乗&祭り型」「不満&怒り吐き出し型」「嫉妬型」「頭をよく見せたい型」の6つに分類している。

## 派生用語
炎上から派生したネット用語として、以下のようなものがある。また、動詞として使う場合、「炎上する」だけでなく「燃える」も用いられる。
燃料
炎上の状態をさらに加速・悪化させてしまうようなサイト管理者側の新事実・要素・事情のこと。サイト管理者側が炎上をさらに加速させてしまうような言動・態度を自らとってしまうことを「燃料投下」という。中途半端な弁解・謝罪や、炎上中に寄せられた過激なコメントに対する「法的措置をとる」などの発言、炎上のきっかけとなったブログのコメントの削除やサイトの閉鎖といったものも燃料になりうる。
鎮火
コメントの殺到している状態が一通り終息すること。
類焼
なんらかの対象への批判が継続している最中に、まったくの別の対象までもが誤認をされて批判の対象となり、炎上状態に陥ってしまう状態。
延焼
ある対象が批判され炎上した際に、その対象を擁護した別の人物にまで批判が及ぶこと。ニュース等の記事について、対象を擁護している判断されたものが先述した「提灯記事」とみなされ批判されるというケースもある。
炎上係数
その話題に言及した場合に炎上が発生してしまう可能性の程度を表す言葉。たとえば「韓国」「オタク」といった炎上を誘発しやすいトピックは「炎上係数が高い」といわれる。ほかにも皇室関係や宗教・政治問題といった話題は炎上につながりやすい。取り扱う話題だけではなく、国籍・性別・個性などの発言者自身の属性も炎上の発生のしやすさに影響しており、「学歴・社会的地位の高い人」「社会に対して意見・批評を述べる立場の人（オピニオンリーダー）」「（一般人より）芸能人」が炎上の対象になりやすい。企業を対象とした炎上の場合、一般消費者対象取引（BtoC）の企業と企業間取引（BtoB）の企業では、専門知識のない一般ネットユーザーでもとっつきやすい話題として拡大する特性から、一般的には前者のほうが炎上しやすいとされる。
炎上マーケティング
炎上商法とも。話題性を獲得するために、大きなトラブルを発展させる話題に言及したり、炎上を狙う言葉を連呼するなどして、意図的に炎上を発生させて注目や知名度を得ることを期待するマーケティング手法のこと。「好感の反対は嫌悪ではなく無関心」であることを逆手に取って、たとえ悪い評判であってもその商品や話題に人々の興味や関心を集めることを目的として行われる宣伝手法を意味する。それが成功して注目を集める場合もあれば、逆にネットユーザーに見透かされて空振りに終わる場合もある。過去には2011年の「まんべくん」のように、事実上の自滅に終わった事例もある。本人が炎上マーケティングを意図して行っているわけではなく、単にもともとから性格や言動の面で非難を集めやすい人物がインターネットでも野放図な言動を行っているだけのものが、「炎上マーケティング」であるかのようにみなされることもあるほか、炎上した側が意図しないあるいはまったく非がないことが理由での炎上がきっかけで結果的にその知名度が上がったことについても「炎上マーケティング」とみなされるケースもある。
炎上供養
新潟県燕市の国上山中腹にある仏教寺院、国上寺が2018年10月7日、問題になった投稿などを書いた木札を焼いて騒ぎの沈静化などを祈願する「炎上供養」を全国で初めて行った。火渡り大祭の一環で、企業や個人から約470件の申し込みがあった。今後も継続するとしている。

## 文化的考察
北田暁大は、日本のインターネット上のコミュニティではしばしば、内容そのものよりも形式的な作法や感情の盛り上がりに従ってコミュニケーションを連鎖させていくこと自体を重視する「つながりの社会性」という現象がみられると論じている。炎上についても、当初は内容面だった対立が次第に語り口などの形式面への批判へスライドしていくという傾向が見られ、この枠組みでとらえることができるといえると論する。2004年から2年間にわたって開催されたised（情報社会の倫理と設計についての学際的研究）の倫理研では、日本ではインターネット・携帯電話などの情報技術の発展が新たな民主主義の可能性や電子公共圏の構築には寄与せず、炎上・コメントスクラムを含むつながりの社会性による無内容コミュニケーションを増幅させるにすぎないのではないか、という問題意識からさまざまな議論を行っている。
伊地知晋一は、大手メディアが取り上げなくとも炎上がきっかけとなって政治家や大企業が公式に謝罪発表するというような事例はインターネットの台頭以前には考えられなかったことであるとし、ネット上で個人が意見を発表して問題点を共有するネットデモクラシーの動きの象徴として炎上を捉えている。
評論家の荻上チキは、炎上を含むサイバーカスケード現象について考察する中でイラク日本人人質事件後のネット上でのバッシングや自作自演説の発生の社会的背景などについて考察した。
ライターの中川淳一郎は、荻上のこの考察や前述の伊地知晋一について2007年ごろまではほぼ同意していた。しかし、自身もネットニュースの編集に携わる中で炎上をウォッチしたり炎上予防に神経をすり減らしたりしているうちに、やがてそれらの意見に疑問を持つようになったと述べており、その背景を分析する立場はとるのは困難であるとしている。2015年には「インターネットを甘く見るな」ということに尽きると強調している。
山本一郎は、劇場型の炎上が増えていく中で、炎上する「神輿」一人に問題を叩きつけるだけでなく、問題の原因となったそもそもの仕組みを発掘し「正しく」騒がなければならないと論じ、「炎上が楽しいのはわかるけどやり過ぎないようにね」とコメントしている。
東浩紀は、平成という時代自体が「祭り」の時代であったと述べる。
CMC研究では、1980年代にはキースラーによって、炎上は匿名性に加え、表情やしぐさといった身体的手がかり情報や、性別や身分といった社会的・文脈的手がかり情報といった、対面場面にあるはずの情報が欠如するために生じるという主張である「手がかり濾過」アプローチが提唱された。この説は直感的で理解しやすく関心を集めたが、主張を支持する直接的証拠が見いだされなかった。1990年代にスピアーズとリーは「手がかり濾過」アプローチを批判し、「没個性化の影響に関する社会的アイデンティティ（SIDE）」モデルを提唱した。SIDEモデルでは、炎上は特定の集団で発生しやすく、それらの集団では参加者間の相互作用により規範が確立されている。オンラインの匿名性は自己覚醒を低下させ、没個性化を引き起こす。集団において攻撃的な規範が優勢な場合、炎上を起こした集団との同一視が強い、没個性化した参加者が規範に同調してエスカレートするというメカニズムだ。このモデルには攻撃的な規範が発生するメカニズムを直接的に説明しておらず、循環論であるという批判がある。

## ネット炎上、参加の割合は少数
「炎上研究」の第一人者、国際大学グローバル・コミュニケーション・センターの山口真一准教授の研究によると、ネット炎上を見た場合、多くの人が参加しているように見えるが、実態は0.5％（2万人のうち100人程度）のごくわずかな人が炎上させていることがわかっている。